# Connarus rostratus
Connarus rostratus är en tvåhjärtbladig växtart som först beskrevs av Vell., och fick sitt nu gällande namn av Segadas-vianna & Trindade. Connarus rostratus ingår i släktet Connarus och familjen Connaraceae. Inga underarter finns listade i Catalogue of Life.